# Amore mio spogliati... che poi ti spiego!
Amore mio spogliati... che poi ti spiego! è un film commedia del 1975, diretto da Fabio Pittorru e Renzo Ragazzi.

## Trama
Alberto, un impiegato dello Stato è felicemente fidanzato con Cristina, donna appiccicosa e prepotente, e pertanto rifiuta le attenzioni della segretaria Rossana. Venuto a sapere, tramite un investigatore privato, dell'infedeltà della fidanzata con il suo migliore amico Giuliano (che ha anche altre due amanti), va a casa sua e si vendica facendo  litigare Cristina, Benita e Elga con Giuliano.
Dopo l'intervento della polizia avvertita da Rossana che aveva sentito dei colpi di pistola, Rossana tenta di sedurre Alberto e Cristina fintamente tenta il suicidio.
Alla fine Rossana fa incontrare le tre amanti con Giuliano e Cristina lascia Alberto per Giuliano. A quel punto Alberto si vendica con Rossana..